# 蒙戈西
蒙戈西（法語：Mongausy，法語發音：[mɔ̃ɡozi]）是法国热尔省的一个市镇，属于欧什区。

## 地理
蒙戈西（43°30'29"N, 0°48'22"E）面积7.41 平方千米，位于法国奧克西塔尼大區热尔省，该省份为法国西南部内陆省份，北起顺时针与洛特-加龙省、塔恩-加龙省、上加龙省、上比利牛斯省、大西洋比利牛斯省和朗德省接壤。
与蒙戈西接壤的市镇（或旧市镇、城区）包括：戈雅克、蒙塔马、佩勒菲格、圣埃利、圣马丹吉穆瓦、圣苏朗、萨拉蒙。

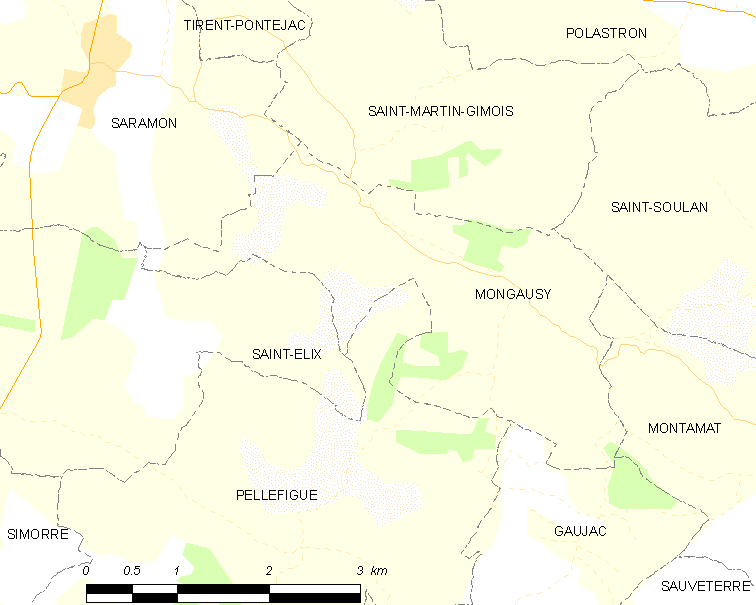
蒙戈西的OSM定位图

蒙戈西的时区为UTC+01:00、UTC+02:00（夏令时）。

## 行政
蒙戈西的邮政编码为32220，INSEE市镇编码为32270。

## 政治
蒙戈西所属的省级选区为萨沃河谷县。

## 人口

1962-2008年间蒙戈西人口变化图示

蒙戈西于2022年1月1日时的人口数量为90人。